# Вибия Аврелия Сабина
Вибия Аврелия Сабина (на латински: Vibia Aurelia Sabina; * 170; † 217) e дъщеря на Марк Аврелий и Фаустина Млада. Сестра е на император Комод и на Ания Луцила и Ания Аврелия Фадила.
Родена е вероятно в Сирмиум, Панония. Омъжва се за Луций Антисций Бур (консул 181 г.). След неговата смърт тя се омъжва за гръцкия освободен с ранг конник Луций Аврелий Агаклит. Тя няма деца.